# Schefflera ouveana
Schefflera ouveana är en araliaväxtart som först beskrevs av Albert Ulrich Däniker, och fick sitt nu gällande namn av David Gamman Frodin. Schefflera ouveana ingår i släktet Schefflera och familjen araliaväxter. Inga underarter finns listade.